# Jeanne Baret
Jeanne Baret (27 tháng 07 năm 1740 – 05 tháng 08 năm 1807), tên gọi khác là Baré, Barret, hay Barer, nhà thám hiểm nữ, nhà thực vật học, và là một thành viên đoàn thám hiểm thuộc địa của đô đốc Louis Antoine de Bougainville trên các tàu La Boudeuse và Étoile vào giai đoạn 1766–1769. Baret được công nhận là người phụ nữ đầu tiên đã hoàn thành hành trình đi vòng quanh thế giới.
Jeanne Baret đã cải trang thành nam giới để tham gia đoàn thám hiểm với tên Jean Baret. Cô có một phần cuộc đời và sự nghiệp lĩnh vực thực vật học gắn bó với nhà tự nhiên Philibert Commerçon (được gọi là Commerson), thu thập và mô tả nhiều loài thực vật tự nhiên. Theo hồi ký hành trình của nhà thám hiểm Bougainville, Baret là một chuyên gia thực vật học.

## Thuở thiếu thời
Jeanne Baret sinh ngày 27 tháng 07 năm 1740 tại xã La Comelle thuộc vùng Bourgogne của Pháp. Cô là con gái của Jean Baret và Jeanne Pochard. Cha cô được xác định là một người lao động dường như không biết chữ, vì ông không ký vào sổ đăng ký giáo xứ ở Bourgogne.
Có ít thông tin ghi chép về thời thơ ấu cùng thanh thiếu niên của Baret. Cô đã từng nói với Bougainville rằng: cô mồ côi và mất hết tài sản trong một vụ kiện trước khi ngụy trang thành nam giới. Mẹ cô mất 15 tháng sau khi Jeanne chào đời và cha cô qua đời khi cô 15 tuổi. Các nhà sử học cho rằng, một số chi tiết về câu chuyện mà cô kể cho Bougainville là sự thật, trong khi một số khác được bịa đặt để bảo vệ Commerson, người đã hỗ trợ cô cải trang. Trên thực tế, vùng Bourgogne Pháp vào thời điểm thập niên 1750 là một trong những tỉnh lạc hậu, đa phần đều là các tầng lớp nông dân, và khả năng lớn là gia đình của Baret nghèo khó.
Một trong những bí ẩn về cuộc sống của Baret là cách cô được giáo dục, học tập. Cô xuất thân trong môi trường lạc hậu, nền giáo dục thô sơ. Chữ ký của cô trên tài liệu pháp lý sau này chính là bằng chứng cho thấy rằng cô không mù chữ. Glynis Ridley, người viết tiểu sử của cô đã cho rằng mẹ cô có thể là người Huguenot, một nhóm có truyền thống biết chữ cao hơn so với các tầng lớp nông dân thời đó. Một người viết tự truyện khác là John Dunmore cho rằng cô được linh mục giáo xứ dạy dỗ, hoặc được nhận học tập trong một khóa từ thiện bởi một thành viên của các tiểu quý tộc địa phương. Tuy nhiên, Danielle Clode lưu ý rằng Jeanne đã không ký vào sổ đăng ký giáo xứ cho cái chết của cha cô. Chữ ký đầu tiên được biết đến của cô là vào năm 1764, khiến cho một khả năng khác là Commerson đã dạy cô học viết, để phụ giúp ông trong công việc. Cô luôn ký tên của chính mình là Barret.

## Thời với Commerson
Thời điểm những năm giữa 1760 và 1764, Baret trở thành quản gia cho Commerson, lúc này định cư ở Toulon-sur-Arroux, khoảng 20 kilômét (12 mi) về phía Nam La Comelle. Commerson kết hôn năm 1760, vợ của ông là em gái của linh mục giáo xứ, đã qua đời ngay sau khi sinh con trai vào tháng 04 năm 1762, rất có thể Baret đã tiếp quản quản lý gia đình của Commerson vào thời điểm đó.
Giữa Baret và Commerson đã nảy sinh tình cảm, khi Baret đã mang thai vào năm 1764. Luật pháp nước Pháp vào thời điểm đó yêu cầu những phụ nữ mang thai ngoài giá thú phải có được giấy chứng nhận mang thai, trong đó ghi tên người cha của đứa con chưa sinh của họ. Giấy chứng nhận của Baret, từ tháng 08 năm 1764, được nộp trong một thị trấn cách đó 30 kilômét (19 mi), được chứng kiến và xác nhận bởi hai người đàn ông. Cô đã từ chối đặt tên cho cha của con mình, nhưng các nhà sử học khẳng định rằng đó là Commerson và chính Commerson cũng đã thay mặt cô, sắp xếp với luật sư và các nhân chứng.
Ngay sau đó, Baret và Commerson cùng nhau chuyển đến Paris, nơi cô tiếp tục trong vai trò quản gia. Baret đã đổi tên thành Jeanne de Bonefoy trong giai đoạn này. Con của cô, sinh vào tháng 12 năm 1764, được đặt tên là Jean-Pierre Baret. Baret đã đưa đứa trẻ đến Bệnh viện Foundling, Paris. Đứa trẻ nhanh chóng được nuôi bởi mẹ nuôi nhưng đã qua đời vào mùa hè năm 1765.
Năm 1765, Commerson được mời tham gia cuộc thám hiểm của đô đốc Bougainville. Ông do dự vì thường có sức khỏe kém, ông yêu cầu sự giúp đỡ của Baret như một y tá cũng như quản gia của mình, quản lý các bộ sưu tập cũng như giấy tờ. Lời mời tham gia cuộc thám hiểm cho phép ông có một người hầu, chi phí sẽ được hoàng gia chi trả. Nhưng vào thời điểm này, phụ nữ hoàn toàn bị cấm trên các tàu hải quân Pháp. Ý tưởng của Baret về cải trang thành một người đàn ông để đi cùng với Commerson đã được hình thành. Để tránh sự dò xét, cô đã tham gia vào cuộc thám hiểm ngay trước khi con tàu ra khơi, giả vờ là một người xa lạ với Commerson.
Trước khi rời Paris, Commerson đã bắt đầu kế hoạch, viết giấy di chúc để lại cho Jeanne Baret, còn được gọi là de Bonnefoi, quản gia. Nội dung để lại gồm một khoản tiền lương 600 livre và các món đồ nội thất trong căn hộ ở Paris. Sau đó, trong câu chuyện Baret nói với Bougainville đã dựng lên tình tiết để giải thích sự hiện diện của cô trên tàu, cẩn thận để Commerson không bị liên lụy, có bằng chứng tài liệu rõ ràng về mối quan hệ trước đây của họ.

## Hành trình vòng quanh thế giới

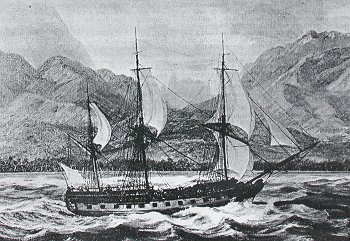
Tàu Boudeuse trong hành trình.

Baret và Commerson đã tham gia cuộc thám hiểm Bougainville tại cảng Rochefort vào cuối tháng 12 năm 1766. Họ được chỉ định đi thuyền kho – Étoile. Vì số lượng thiết bị khổng lồ mà Commerson mang theo trong chuyến đi, thuyền trưởng của tàu, François Chenard de la Giraudais, đã nhường cabin lớn của mình trên tàu cho Commerson và "trợ lý" Baret. Điều này mang lại cho Baret sự riêng tư đáng kể trên con tàu đông đúc. Đặc biệt, cabin của thuyền trưởng đã cho phép Baret quyền sử dụng các phương tiện vệ sinh riêng, không cần phải sử dụng chung với các thành viên khác trong đoàn.  
Ngoài ghi chép được xuất bản của Bougainville, câu chuyện của Baret được nhắc tới trong ba cuốn hồi ký khác của cuộc thám hiểm: một lưu giữ hành trình của Commerson và Pierre Duclos-Guyot; một bản ghi chép của Karl Heinrich von Nassau-Siegen – một hành khách trên tàu Boudeuse; và một cuốn hồi ký của François Vivès – một bác sĩ phẫu thuật trên tàu Étoile. François Vivès có nhiều điều nói về Baret, nhưng cuốn hồi ký này nảy sinh vấn đề vì mâu thuẫn giữa ông và Commerson trong suốt chuyến đi, và hồi ký phần lớn được viết hoặc sửa đổi sau khi kết thúc, đầy những lời bình luận cay độc nhắm vào cả Commerson và Baret.

Bản đồ hành trình vòng quanh thế giới của Đô đốc Bougainville.

Trong hành trình, Commerson bị say sóng nặng và phải chịu đựng một vùng loét tái phát ở chân trong thời kỳ đầu, và Baret đã dành phần lớn thời gian của mình để theo dõi sức khỏe của ông. Ngoài ghi chép vượt Xích đạo mà Commerson đã mô tả chi tiết trong cuốn hồi ký của mình, hai nhà thực vật học gần như không có việc để làm cho đến khi tàu Étoile cập bến Montevideo. Từ đây, đoàn bắt đầu cuộc thám hiểm đến vùng đồng bằng và vùng núi xung quanh. Thời điểm này, chân của Commerson vẫn còn gây phiền toái, và Baret đã phải làm nhiều công việc lao động chân tay, mang vác các vật tư và mẫu vật. Trong Rio de Janeiro – một nơi nhiều nguy hiểm hơn, nơi mà giáo sĩ của đoàn Étoile bị sát hại trên bờ ngay sau khi tới. Commerson lúc này bị giới hạn trong con tàu để chữa chân, nhưng ông và Baret vẫn tiếp thu thập mẫu vật từ một vườn hoa. Cả hai là những người đầu tiên mô tả hoa giấy – Bougainvillea.
Sau chuyến thăm thứ hai tới Montevideo, hai người có cơ hội để thu thập thực vật ở Patagonia trong khi các tàu của đoàn thám hiểm đang chờ những cơn gió thuận lợi để đưa họ qua Eo biển Magellan. Tại đây, Baret đã đồng hành cùng Commerson trong chuyến du ngoạn rắc rối nhất trên địa hình gồ ghề và cô trở nên nổi tiếng về lòng can đảm và sức mạnh của mình. Commerson vẫn bị cản trở bởi chấn thương ở chân, đã gọi Baret là thú gánh nặng (beast of burden), vượt qua gian khổ trong những chuyến thám hiểm này. Ngoài những công việc thủ công về thu thập thực vật, đá và vỏ sò, Baret còn giúp Commerson lập danh mục mẫu vật và ghi chú của họ trong những tuần tiếp theo, khi các con tàu tiến vào Thái Bình Dương.

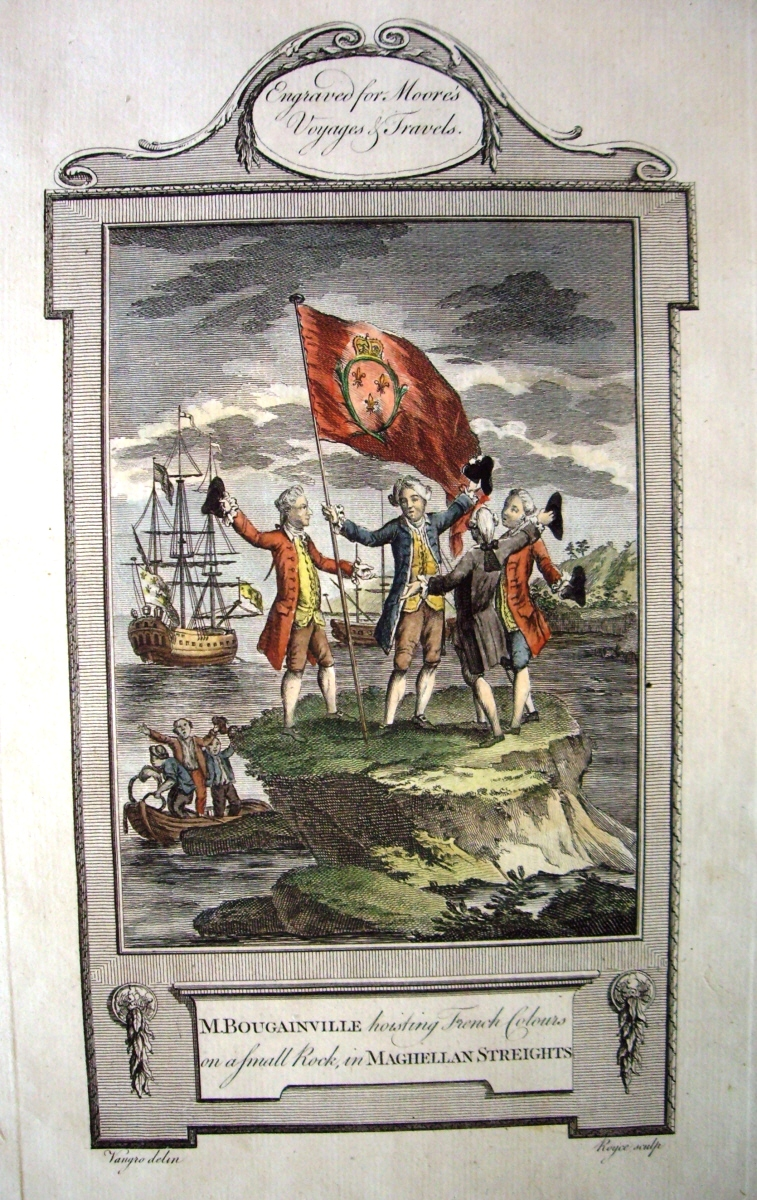
Hành trình của Đô đốc Bougainville ở Eo biển Magellan.

Các hồi ký cuộc thám hiểm khác nhau khi giới tính của Baret được phát hiện lần đầu tiên. Theo Bougainville, tin đồn rằng Baret là người phụ nữ đã lan tràn một thời gian, nhưng giới tính của cô không được xác nhận cho đến khi đoàn thám hiểm đến Tahiti vào tháng 4 năm 1768. Ngay khi đáp xuống bờ, Baret ngay lập tức bị người Tahiti bao vây và kêu lên rằng cô là một phụ nữ. Cô được đưa trở lại tàu để bảo vệ khỏi những người Tahiti phấn khích, Bougainville đã ghi lại sự việc này trên hồi ký của mình. Vài tuần sau đó, ông đã trực tiếp vấn đáp Baret khi có cơ hội đến tàu Étoile.
Trong hồi ký của mình, François Vivès ghi nhiều suy đoán về giới tính của Baret ngay từ đầu hành trình và khẳng định rằng Baret tự xưng hoạn giả khi bị La Giraudais chất vấn (người không tồn tại trong nhật ký). Ghi chép của Bougainville về việc Baret bị phát hiện ở Tahiti không được chứng thực bởi các ghi chép khác trong cuộc thám hiểm, mặc dù François Vivès đã mô tả một sự việc tương tự. François Vivès mô tả một sự cố khác ở New Ireland vào giữa tháng Bảy, khi đó Baret mất cảnh giác, bị kiểm tra bởi một nhóm người hầu khác trong chuyến thám hiểm. Duclos-Guyot và Nassau-Siegen cũng ghi lại rằng Baret đã được phát hiện là một phụ nữ ở New Ireland, nhưng không đề cập chi tiết.
Ahutoru trở về Pháp cùng đoàn thám hiểm và sau đó bị thẩm vấn về Baret. Các học giả hiện đại tin rằng Ahutoru thực sự nghĩ rằng Baret là một người chuyển giới, hay Māhū. Tuy nhiên, những người bản địa Tahiti khác đã khẳng định với những vị khách sau này đến đảo, bao gồm James Cook vào năm 1769 và Domingo de Bonechea vào năm 1772 rằng có sự hiện diện của một người phụ nữ trong chuyến thám hiểm của Bougainville.
Sau khi băng qua Thái Bình Dương, đoàn thám hiểm rất thiếu lương thực. Sau một thời gian dừng lại để tiếp tế cho các nguồn cung ở Đông Ấn Hà Lan (nay là Indonesia), các con tàu đã dừng lại lâu hơn tại đảo Mauritius ở Ấn Độ Dương. Hòn đảo này, được gọi là Isle de France, khi đó là một trạm giao dịch quan trọng của Pháp. Ở đây, Commerson rất vui mừng khi thấy người bạn cũ của mình và nhà thực vật học đồng nghiệp Pierre Poivre đang là thống đốc trên đảo. Commerson và Baret ở lại với tư cách là khách của Poivre. Bougainville cũng tích cực khuyến khích sắp xếp này, vì nó giúp ông không phải lo vấn đề có một người phụ nữ bất hợp pháp trong chuyến thám hiểm của anh mình.
Ở Mauritius, Baret tiếp tục với vai trò là trợ lý và quản gia của Commerson. Hai người cùng thu thập thực vật trên đảo Madagascar và Réunion vào năm 1770–1772. Commerson tiếp tục gặp vấn đề nghiêm trọng về sức khỏe, và ông qua đời ở Mauritius vào tháng 2 năm 1773. Lúc đó, tài chính hai người có trên đảo đã cạn kiệt, người bảo trợ Poivre bị điều về Paris. Baret đã tự lập một cách độc lập, được cấp tài sản ở Port Louis vào năm 1770.

## Cuộc sống cá nhân

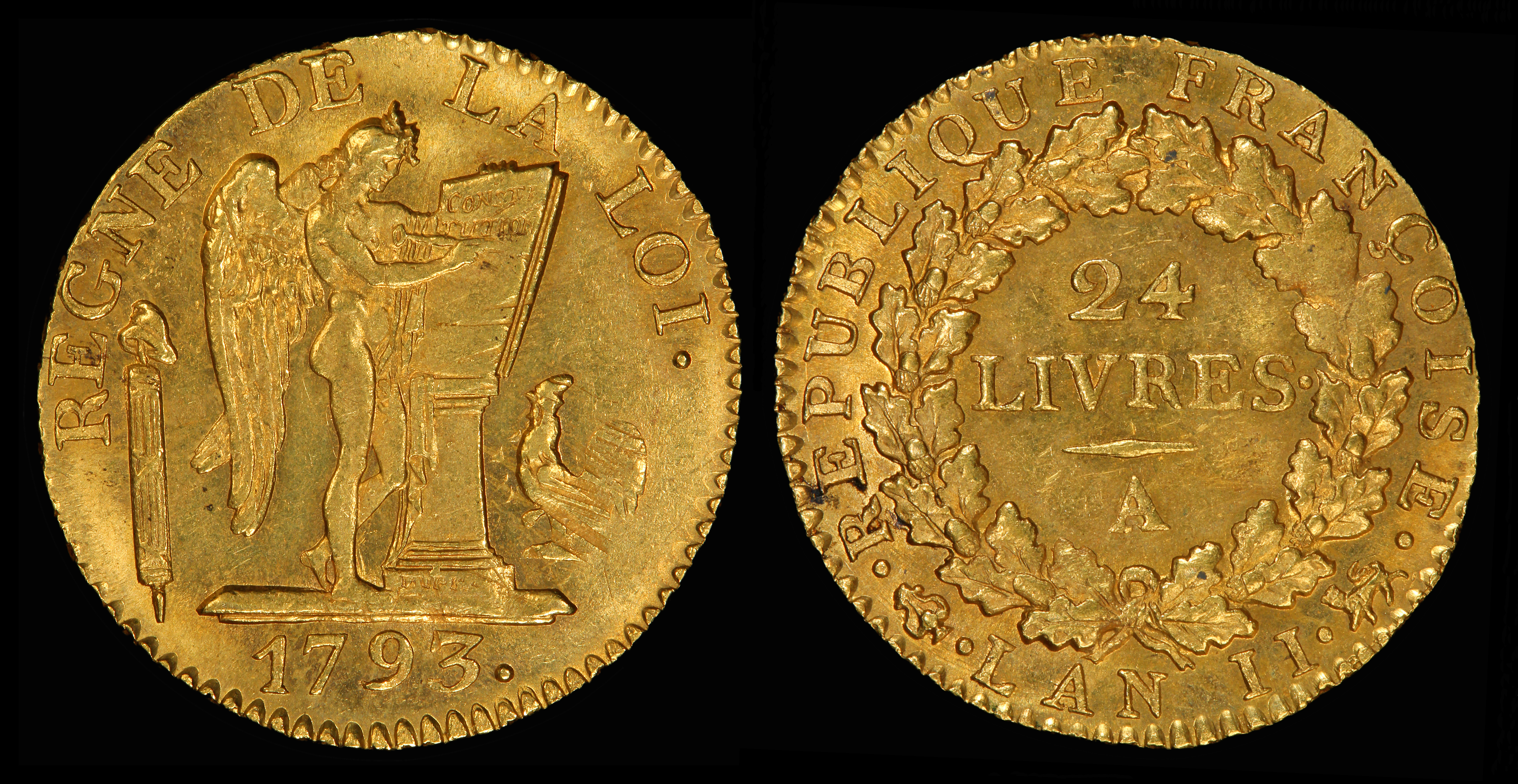
Đồng Livrơ Pháp, Baret được trợ cấp vì cống hiến thám hiểm.

Sau cái chết của Commerson, Baret điều hành một quán rượu ở Port Louis. Cô từng bị phạt 50 đồng livrơ vì phục vụ rượu vào Chủ nhật năm 1773. Sau đó, vào ngày 17 tháng 05 năm 1774, cô kết hôn với Jean Dubernat, một sĩ quan quân đội Pháp. Cô có được một khoản thu nhập từ quán rượu và các công việc kinh doanh khác mà cô điều hành trên đảo.
Không có hồ sơ chính xác về thời gian mà Baret và chồng cô về Pháp, hoàn thành chuyến đi vòng quanh của cô, nhiều khả năng là vào năm 1775. Vào tháng 04 năm 1776, cô đã nhận được số tiền từ di chúc của Commerson sau khi nộp đơn trực tiếp cho Tổng Chưởng lý. Với số tiền này, cô định cư với Dubernat tại ngôi làng quê hương Saint-Aulaye, nơi họ mua bất động sản bằng tiền của Jeanne.

Năm 1785, Baret được Bộ Hải quân Pháp cấp một khoản trợ cấp 200 đồng livrơ mỗi năm. Tài liệu cấp cho cô lương hưu này dựa trên những đóng góp lớn của cô trong chuyến hành trình vòng quanh thế giới:
Jeanne Barré, bằng cách cải trang, đã đi vòng quanh địa cầu trên một trong những tàu do ông đô đốc Bougainville chỉ huy. Cô đặc biệt tận tụy giúp đỡ ông Commerson, nhà thực vật học, và chia sẻ công việc lao động đầy nguy hiểm. Hành trình của cô là mẫu mực và ngài Bougainville đã hết lời khen ngợi. Người phụ nữ phi thường này hoàn toàn xứng đáng được cấp một khoản trợ cấp hai trăm đồng mỗi năm rút từ quỹ cho các quân nhân đặc biệt, và khoản trợ cấp này sẽ được cấp từ ngày 01 tháng 01 năm 1785.
Jeanne Baret sống ở Saint-Aulaye cho đến cuối đời, mất ngày 05 tháng 08 năm 1807, ở tuổi 67.

## Di sản ngành thực vật và cống hiến

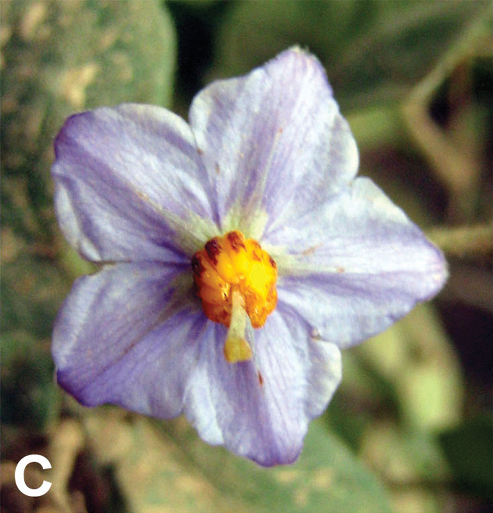
Chi Cà Solanum baretiae được đặt để vinh danh Jeanne Baret.

Commerson đặt tên cho nhiều loại cây mà ông thu thập được theo tên của bạn bè và người quen. Một trong số đó, loại cây bụi cao với lá màu xanh đậm và hoa trắng ông tìm thấy ở Madagascar được đặt tên là Baretia bonafidia. Nhưng tên của Commerson cho chi này đã không tồn tại tới ngày nay, vì nó đã được đặt một cái tên khác vào thời điểm các báo cáo của ông đến được Paris; nó hiện được gọi là Turraea. Trong khi hơn bảy mươi loài được đặt tên để vinh danh Commerson, chỉ có một loài Solanum baretiae đặt vinh danh Baret.
Vườn bách thảo New York có một mẫu vật thực vật được cho là do Commerson và Baret thu thập, lưu trữ trong phòng mẫu của vườn.
Trong nhiều năm, bản ghi chép được xuất bản của Bougainville – một cuốn sách bán chạy phổ biến nhất vào thời đó trong bản dịch tiếng Pháp cũng như tiếng Anh, trở thành nguồn thông tin rộng rãi về Baret. Nghiên cứu gần đây đã phát hiện thêm các sự kiện và tài liệu bổ sung về cuộc sống của cô, nhưng phần lớn thông tin mới vẫn còn ít được biết đến và không thể tiếp cận với công chúng, đặc biệt là bên ngoài nước Pháp. Tiểu sử tiếng Anh đầu tiên của Baret, bởi John Dunmore, mãi cho đến năm 2002 mới được xuất bản, nhưng chỉ ở New Zealand. Các bài báo khác chỉ xuất hiện trong các tạp chí học thuật.
Tiểu sử năm 2010 về Baret của Glynis Ridley, The Discovery of Jeanne Baret, đã khiến Baret thu hút sự chú ý của nhiều khán giả hơn và giúp phủ định một số hiểu nhầm trước kia về cuộc đời cô. Tuy nhiên, tiểu sử của Ridley cũng bị một số nhà phê bình chỉ trích vì chỉ dựa vào các suy đoán không khả dĩ và thiếu chứng thực bằng các nguồn tham khảo trực tiếp và gián tiếp. Bản nghiên cứu mới của các nhà nghiên cứu Pháp đã cung cấp thông tin lưu trữ rõ ràng hơn về cuộc đời của Jeanne Barret cũng như tiểu sử mới của Danielle Clode, In Search of the Woman who Sails the World, xuất bản năm 2020.
Ngày 27 tháng 07 năm 2020, Google đã tổ chức kỷ niệm 96 năm ngày sinh của Jeanne Baret tại Google Doodle, công bố trên internet Pháp, Ý, Ireland, Croatia, Hy Lạp, Bulgaria, Litva, Canada, Úc, Tanzania, Kenya,Uganda, Nam Phi, Nigeria, Ghana, Sénégal, Brasil, Argentina, Venezuela, Peru, Colombia, Chile, Ecuador, Nicaragua, Honduras, Costa Rica, Dominica, Panama và New Zealand.